# سبزوية (كوهستان)
سبزوية (بالفارسية: سبزویه) هي قرية تقع في إيران في Kuhestan Rural District. يقدر عدد سكانها بـ 35 نسمة بحسب إحصاء 2016.